# Четырнадцать минут до старта
«Четырнадцать минут до старта» (также известна под названием «Я верю, друзья») — советская песня, написанная в 1960 году композитором Оскаром Фельцманом на слова Владимира Войновича, первый исполнитель — Владимир Трошин. Один из неофициальных гимнов космонавтов СССР.

## История создания
Заправлены в планшеты

Космические карты,

И штурман уточняет

В последний раз маршрут.

Давайте-ка, ребята,

Закурим перед стартом -

У нас ещё в запасе

Четырнадцать минут.

Я верю, друзья, караваны ракет

Помчат нас вперёд от звезды до звезды.

На пыльных тропинках далёких планет

Останутся наши следы.

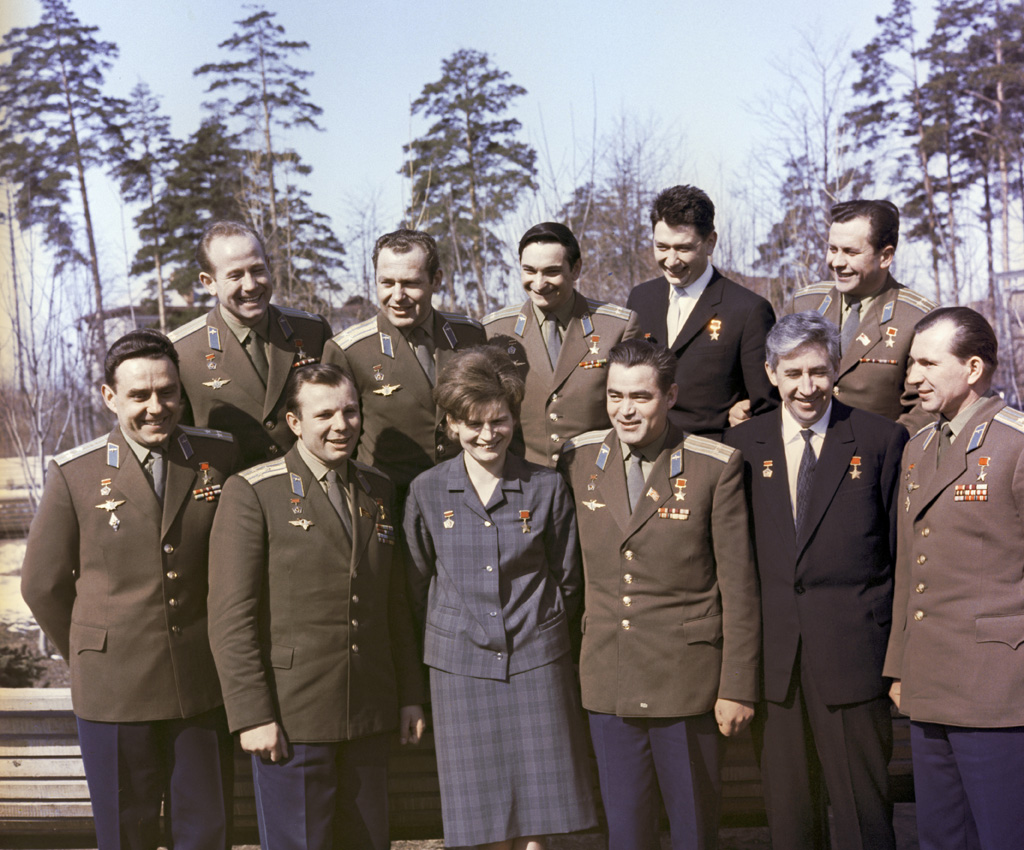
Лётчики-космонавты СССР

По воспоминаниям Владимира Войновича, в сентябре 1960 года редактор Всесоюзного радио Наталья Сухаревич искала песню на космическую тематику («Тогда люди в космос ещё не летали, но уже летали собаки, и ясно было, что и человек вот-вот полетит») и обзванивала известных поэтов-песенников. Однако те оставались недовольны установленными сроками (для работы выделялось две недели):

Тогда я предложил Наталье, которая даже не знала, что я пишу стихи: «Завтра песню принесу». Сдержал слово. Текст она читала хмуро, а потом взяла телефонную трубку и говорит: «Оскар Борисович, сейчас я вам продиктую гениальный текст, записывайте!» Оскар Фельцман в тот же день написал музыку, а вечером актёр Владимир Трошин спел эту песню. На другой день она стала знаменитой.

Песня издавалась на миньонах в 1961 и 1962 году. Причём Владимир Трошин приводит другую дату записи — за три месяца до первого полёта человека в космос.

Когда Гагарин после возвращения из космоса планировал выступать на радио, он потребовал, чтобы перед его речью прозвучала песня «Четырнадцать минут до старта». Однако редактор ему заявила, что песню нельзя воспроизвести: плёнка с браком. Гагарин почуял неладное и заявил, что без песни не станет выступать. Буквально через минуту ему сказали, что нашли качественную запись.
— Оскар Фельцман, «Не только воспоминания»
Текст песни неоднократно пытались изменить, что приводило к конфликтам с автором. Летом 1962 года песню исполнили в космосе командиры кораблей «Восток-3» и «Восток-4» Андриян Николаев и Павел Попович, а Никита Сергеевич Хрущёв процитировал строчку о пыльных тропинках в своей поздравительной речи с трибуны Мавзолея. Однако на телевизионных съёмках с участием авторов песни Попович, похвалив песню, сказал Фельцману, что слова «закурим перед стартом» — некорректны, так как космонавтам не разрешают курить перед стартом.

После окончания передачи Гагарин темпераментно сказал Поповичу: «Что ты делаешь такие замечания! Мы же курим! А теперь нужно будет переписывать песню». На следующий день мы срочно организовали запись и вместо слова «закурим» вставили «споёмте». До сегодняшнего дня профессионалы поют «споёмте», космонавты — «закурим».
— Оскар Фельцман, «Не только воспоминания»
Впоследствии Войнович напомнил Николаеву и Поповичу об этом случае на их выступлении в Доме литераторов, заявив, что не учит их летать на космических аппаратах: «Разумеется, космонавтам моё замечание не понравилось, но песня продолжала звучать в исправленном виде».

## Исполнители
Видеоклип к песне был отснят до полёта человека в космос, а телеэфир состоялся уже после (Центральное телевидение СССР, «Концерт № 22», 1961 год). В исполнении Трошина песня звучит в фантастическом фильме «Мечте навстречу» (1963). Впоследствии песню исполняло большое количество исполнителей — Георг Отс, Иосиф Кобзон и др. Свой вариант песни исполнял Юрий Визбор.
В 2009 году в исполнении Георга Отса песня вошла в тематический сборник фирмы «Мелодия» «Через тернии к звёздам. Песни о космосе».
В 2017 году в ходе встречи со студентами МГУ песню исполнил президент России Владимир Путин.
В честь 60-летней годовщины полёта Юрия Гагарина в космос Оркестр московской полиции записал музыкальное видео. Для съёмки были воссозданы костюмы и интерьер советской квартиры, а также использовали кадры исторической хроники и знаковые предметы из биографии первого космонавта.